# Paul Jaray
Paul Jaray (Pál Járay; Vienna, 11 marzo 1889 – San Gallo, 22 settembre 1974) è stato un designer aeronautico ed automobilistico austriaco di origine ungherese.

## Notizie biografiche

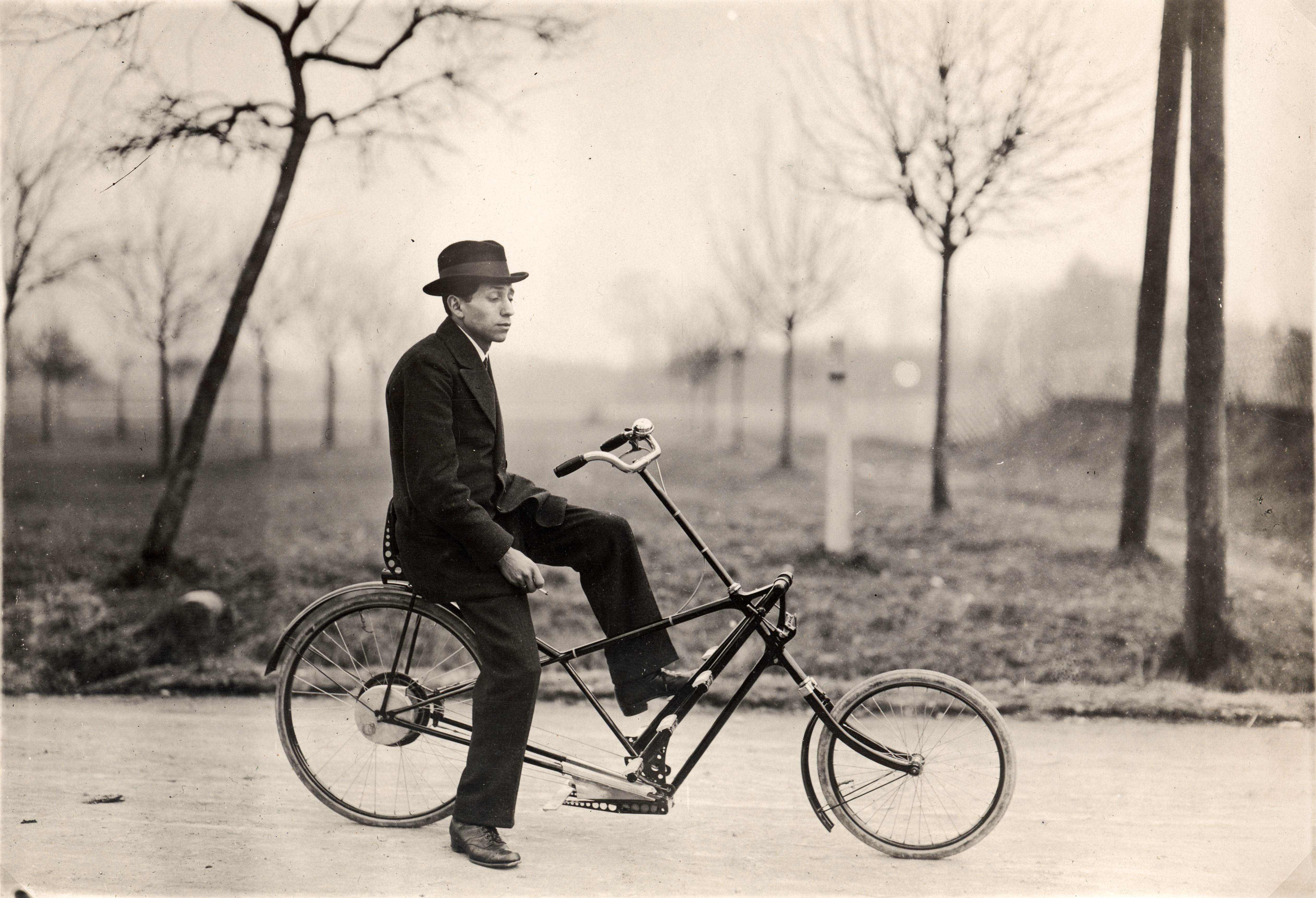
Paul Jaray sulla sua bicicletta, ca. 1921

Quintogenito di origine ebrea, a partire dal 1906 Paul Jaray frequentò gli studi di meccanica dapprima a Vienna ed in seguito, dal 1911, a Praga.
Nel frattempo si sposò con Olga Jehle, dalla quale avrebbe avuto tre figli. In seguito avrebbe divorziato ed avrebbe avuto altre due mogli.
Nel 1912, una volta ultimati gli studi, fu direttore dell'ufficio progetti presso la Flugzeugbau Friedrichshafen. In seguito, nel 1914, si trasferì in Germania dove trovò impiego presso la Luftschiffbau Zeppelin GmbH, l'azienda nota già all'epoca per i suoi dirigibili. Qui collaborò alla realizzazione di diversi modelli di questa azienda. L'esperienza presso l'azienda tedesca di dirigibili servì al giovane Paul Jaray per prendere coscienza dell'importanza dell'aerodinamica nel settore dei trasporti, sia per i velivoli, sia per le autovetture ed addirittura nelle motociclette. Sarà proprio l'aerodinamica il criterio prevalente nelle sue future progettazioni, un tema che accompagnerà la sua professione nei decenni successivi.
Decisivi per la maturazione di questa sua inclinazione all'aerodinamica furono gli studi compiuti ad una delle prime gallerie del vento della storia.
Nel 1923 si trasferì in Svizzera, dove di lì a poco fondò la Stromlinien Karosserie Gesellschaft, un'azienda specializzata in design aerodinamico applicato alle autovetture. Ma l'azienda non trovò molte commesse con cui sopravvivere. Si tentò la strada della vendita dei brevetti, ma con poco successo. Nel 1937 gli affari colarono a picco e l'azienda chiuse i battenti.
Il solo torto di Paul Jaray fu quello di aver precorso eccessivamente i tempi. Suoi furono i contributi per alcune vetture prodotte tra la fine degli anni venti e la fine degli anni trenta (Audi e Dixi). Ma anche molte altre Case automobilistiche hanno un debito con Paul Jaray. Si va dalla Chrysler Airflow del 1934 alle Tatra, fino alla Peugeot 402, tutte vetture il cui stile è rimasto influenzato più o meno direttamente da Paul Jaray.